# Kulturåret 1805

## Händelser
- 7 april – Ludwig van Beethovens Symfoni nr 3 uruppförs.
- 20 november – Ludwig van Beethovens opera Fidelio har urpremiär i Wien [1].
- Johan Hjelm utses till ledamot av Konstakademien

## Nya verk
- Dagens stunder av Johan Gabriel Oxenstierna
- Johan Olof Wallin vinner Svenska Akademiens stora pris med sin dikt Uppfostraren.

## Födda
- 11 januari – Johann Nepomuk Geiger (död 1880), österrikisk målare och tecknare.
- 22 februari – Robert Reinick (död 1852), tysk målare och poet.
- 22 februari – Sarah Adams (död 1848), engelsk författare till dramatiska dikter och ballader samt skådespelare.
- 2 april – H.C. Andersen (död 1875), dansk författare.
- 17 april – Rudolph Wiegmann (död 1865), tysk arkitekt och konstnär.
- 20 april – Franz Xaver Winterhalter (död 1873), tysk målare.
- 11 maj – Philipp von Foltz (död 1877), tysk målare.
- 26 maj – Pehr Adolf Kruskopf (död 1852), finländsk konstnär,
- 25 juni – Carl Edvard Zedritz (död 1859), svensk filolog och vitter författare.
- 28 juni – Adolph Schroedter (död 1875), tysk målare.
- 23 oktober – Adalbert Stifter (död 1868), österrikisk författare.
- 14 november – Fanny Mendelssohn, gift Hensel (död 1847), tysk musiker.
- 13 december – Pierre Joseph Deland (död 1862), svensk skådespelare.
- okänt datum – Abel Burckhardt (död 1882), schweizisk reformert ärkediakon och psalmdiktare.
- okänt datum – Friedrich Wilhelm Riese (död 1879), tysk librettist.

## Avlidna
- 9 maj – Friedrich Schiller (född 1759), tysk författare, dramatiker och filosof.
- 28 maj – Luigi Boccherini (född 1743), italiensk tonsättare.
- 10 december – Christina Charlotta Neuman (född 1761), svensk skådespelare
- 20 december – Anna Sofia Lind (född 1771), svensk ballerina
- okänt datum – Johan Fredric Bagge (född 1744), svensk författare.